# Liste der Orgeln in Kärnten
In der Liste der Orgeln in Kärnten werden sukzessive alle Orgeln in Kärnten erfasst.

## Orgeln im Bezirk Feldkirchen
| Bezirk             | Gemeinde                   | Ort/Katastral- gemeinde | Kirche/ Gebäude                 | Bild | Standort | Orgelbauer            | Jahr | Manuale | Register | Bemerkungen |
| ------------------ | -------------------------- | ----------------------- | ------------------------------- | ---- | -------- | --------------------- | ---- | ------- | -------- | ----------- |
| Bezirk Feldkirchen | Feldkirchen in Kärnten     | Feldkirchen             | Pfarrkirche Feldkirchen         |      |          | Martin Pflüger        | 1991 | II/P    | 25       | Disposition |
| Bezirk Feldkirchen | Feldkirchen in Kärnten     | Waiern                  | Evangelische Pfarrkirche Waiern |      |          | Bartholomäus Hörbiger | 1853 | I/P     | 8        |             |
| Bezirk Feldkirchen | Feldkirchen in Kärnten     | Waiern                  | Evangelische Stephanuskapelle   |      |          | Georg Wünning         | 2001 | II/P    | 12       |             |
| Bezirk Feldkirchen | Glanegg                    | Maria Faicht            | Filialkirche Maria Feicht       |      |          | Franz Colaric         | 1729 | I/P     | 8        |             |
| Bezirk Feldkirchen | Gnesau                     | Zedlitzdorf             | Pfarrkirche Zedlitzdorf         |      |          | Elias Pratzer         | 1759 | I/P     | 9        |             |
| Bezirk Feldkirchen | Himmelberg                 | Himmelberg              | Pfarrkirche Himmelberg          |      |          | Cäcilia AG            | 1928 | II/P    | 13       |             |
| Bezirk Feldkirchen | Himmelberg                 | Außerteuchen            | Pfarrkirche Außerteuchen        |      |          | Franz Grafenauer      | 1846 | I/P     | 6        |             |
| Bezirk Feldkirchen | Ossiach                    | Ossiach                 | Stift Ossiach                   |      |          | Metzler Orgelbau      | 1971 | II/P    | 18       |             |
| Bezirk Feldkirchen | Reichenau (Kärnten)        | Reichenau               | Pfarrkirche St. Martin          |      |          | Gebrüder Rieger       | 1903 | I/P     | 7        |             |
| Bezirk Feldkirchen | Steindorf am Ossiacher See | Bodensdorf              | Pfarrkirche St. Josef           |      |          | Franz Grafenauer      | 1903 | I/P     | 7        |             |

## Orgeln im Bezirk Hermagor
| Bezirk          | Gemeinde            | Ort/Katastral- gemeinde | Kirche/ Gebäude                       | Bild | Standort | Orgelbauer        | Jahr    | Manuale | Register | Bemerkungen                 |
| --------------- | ------------------- | ----------------------- | ------------------------------------- | ---- | -------- | ----------------- | ------- | ------- | -------- | --------------------------- |
| Bezirk Hermagor | Gitschtal           | Gitschtal               | Pfarrkirche St. Lorenzen im Gitschtal |      |          | Josef Grafenauer  | 1854    | I/P     | 9        |                             |
| Bezirk Hermagor | Gitschtal           | Weißbriach              | Evangelische Pfarrkirche Weißbriach   |      |          | Rieger Orgelbau   | 1996    | II/P    | 20       |                             |
| Bezirk Hermagor | Hermagor            | Förolach                | Pfarrkirche Förolach                  |      |          | Josef Grafenauer  | 1847    | I/P     | 5        |                             |
| Bezirk Hermagor | Hermagor            | Hermagor                | Pfarrkirche Hermagor                  |      |          | Josef Grafenauer  | 1860    | II/P    | 14       |                             |
| Bezirk Hermagor | Hermagor            | Hermagor                | Schneerosenkirche                     |      |          | Max Dreher        | 1951    | II/P    |          |                             |
| Bezirk Hermagor | Hermagor            | Rattendorf              | Pfarrkirche Rattendorf                |      |          | Carl Schehl       | 1770    | I/P     | 6        | Disposition                 |
| Bezirk Hermagor | Hermagor            | Tröpolach               | Pfarrkirche Tröpolach                 |      |          | Alois Hörbiger    | 1843    | I/P     | 6        | nicht spielbar; Disposition |
| Bezirk Hermagor | Kirchbach (Kärnten) | Kirchbach (Gailtal)     | Pfarrkirche Kirchbach                 |      |          | Josef Grafenauer  | 1849    | I/P     | 8        |                             |
| Bezirk Hermagor | Kirchbach (Kärnten) | Reisach                 | Pfarrkirche Reisach                   |      |          | Elias Pratzer     | 1762    | I       | 4        |                             |
| Bezirk Hermagor | Kirchbach (Kärnten) | Treßdorf                | Evangelische Kirche Treßdorf          |      |          | Jakob Ladstätter  | 1866    | I/P     | 8        | Pfeifen ganz aus Holz       |
| Bezirk Hermagor | Kirchbach (Kärnten) | Waidegg                 | Pfarrkirche Waidegg                   |      |          | Josef Grafenauer  | 1832/70 | I/P     | 6        | Disposition                 |
| Bezirk Hermagor | Kötschach-Mauthen   | Kötschach               | Pfarrkirche Kötschach                 |      |          | Josef Grafenauer  | 1850    | II/P    | 16       | Disposition                 |
| Bezirk Hermagor | Lesachtal           | Kornat                  | Johanneskirche (Kornat)               |      |          | Bernhard Ottitsch | 2001    | II/P    | 8        |                             |
| Bezirk Hermagor | Lesachtal           | Maria Luggau            | Wallfahrtskirche Maria Luggau         |      |          | Paolo Ciresa      | 1987    | II/P    | 21       | Disposition                 |

## Orgeln in Klagenfurt-Stadt
| Bezirk           | Gemeinde   | Ort/Katastral- gemeinde | Kirche/ Gebäude                     | Bild | Standort                    | Orgelbauer                 | Jahr        | Manuale | Register | Bemerkungen |
| ---------------- | ---------- | ----------------------- | ----------------------------------- | ---- | --------------------------- | -------------------------- | ----------- | ------- | -------- | ----------- |
| Klagenfurt Stadt | Klagenfurt | Innere Stadt            | Pfarrkirche Klagenfurt-St. Egid     |      | Pfarrhofgasse 4             | Rieger-Kloss (Krnov)       | 1992        | III/P   | 57       |             |
| Klagenfurt Stadt | Klagenfurt | Innere Stadt            | Kapuzinerkirche                     |      | Waaggasse 15                | Francesco Zanin            | 2013        | II/P    | 16       |             |
| Klagenfurt Stadt | Klagenfurt | Innere Stadt            | Heiligengeistkirche                 |      | Heiligengeistplatz          | Martin Hechenberger        | 1886        | II/P    | 12       |             |
| Klagenfurt Stadt | Klagenfurt | Innere Stadt            | Klagenfurter Dom Hauptorgel         |      | Domplatz 1                  | Mathis Orgelbau            | 1986        | III/P   | 45       |             |
| Klagenfurt Stadt | Klagenfurt | Innere Stadt            | Klagenfurter Dom Chororgel          |      | Domplatz 1                  | Rieger Orgelbau            | 2016        | II/P    | 35       |             |
| Klagenfurt Stadt | Klagenfurt | Innere Stadt            | Marienkirche                        |      | Benediktinerplatz 1         | Rudolf Novak               | 1960        | II/P    | 16       |             |
| Klagenfurt Stadt | Klagenfurt | Innere Stadt            | Bürgerspitalskirche                 |      | Lidmanskygasse 20           | Rudolf Novak               | unbek.      | I/P     | 6        |             |
| Klagenfurt Stadt | Klagenfurt | Innere Stadt            | Altkath. Kirche St. Markus          |      | Kaufmanngasse 11            | Bernhard Ottitsch          | unbek.      | I       | 4        |             |
| Klagenfurt Stadt | Klagenfurt | St. Veiter Vorstadt     | St. Hemma                           |      | Feldkirchnerstraße 70       | Rudolf Novak               | 1985        | II/P    | 10       |             |
| Klagenfurt Stadt | Klagenfurt | Innere Stadt            | St. Lorenzen                        |      | Völkermarkterstraße 15      | Rudolf Novak               | 1982        | II/P    | 19       |             |
| Klagenfurt Stadt | Klagenfurt | Villacher Vorstadt      | Christkönigkirche                   |      | Tarviser Straße 30          | Gebrüder Krenn             | 1981        | II/P    | 26       |             |
| Klagenfurt Stadt | Klagenfurt | Villacher Vorstadt      | Kreuzberglkirche                    |      | Volkmannweg 1               | Willi Peter/Anton Škrabl   | 1971/ 2013  | II/P    | 24       |             |
| Klagenfurt Stadt | Klagenfurt | Villacher Vorstadt      | ev. Johanneskirche                  |      | Martin-Luther-Platz 1       | Gerhard Schmid             | 1989        | III/P   | 30       |             |
| Klagenfurt Stadt | Klagenfurt | Annabichl               | Zum Kostbaren Blut                  |      | Thomas-Schmid-Gasse 10      | Rudolf Novak               | unbek.      | II/P    | 14       |             |
| Klagenfurt Stadt | Klagenfurt | Annabichl               | St. Georgen am Sandhof              |      | Sandhofweg 24               | Franz Colarič              | 1877        | I/P     | 8        |             |
| Klagenfurt Stadt | Klagenfurt | St. Peter               | ev. Christuskirche                  |      | Paul-Gerhardt-Straße 17     | Orgelbau Pirchner          | 1988        | II/P    | 13       |             |
| Klagenfurt Stadt | Klagenfurt | St. Peter               | St. Peter (Neue Kirche)             |      | Mikschallee 1               | Rudolf Novak               | 1961        | II/P    | 20       |             |
| Klagenfurt Stadt | Klagenfurt | St. Peter               | St. Peter (Alte Kirche)             |      | Mikschallee 1               | unbekannt                  | unbek.      | I       | 4        |             |
| Klagenfurt Stadt | Klagenfurt | St. Peter               | St. Theresia                        |      | Auer-von-Welsbach-Straße 15 | Rudolf Novak               | 1968        | II/P    | 21       |             |
| Klagenfurt Stadt | Klagenfurt | St. Peter               | Welzenegg – Herz-Jesu               |      | Afritschstraße 76           | Rudolf Novak               | 1957        | II/P    | 22       |             |
| Klagenfurt Stadt | Klagenfurt | St. Peter               | St. Modestus                        |      | Fischlstraße 59             | Rudolf Novak               | 1965        | II/P    | 7        |             |
| Klagenfurt Stadt | Klagenfurt | St. Ruprecht            | Pfarrkirche Klagenfurt-St. Ruprecht |      | Kirchengasse 29             | Rudolf Novak               | unbek.      | II/P    | 11       |             |
| Klagenfurt Stadt | Klagenfurt | St. Martin              | St. Martin                          |      | Pfarrhorgasse 4             | Orgelbau Pirchner          | 2000        | I/P     | 11       |             |
| Klagenfurt Stadt | Klagenfurt | St. Martin              | St. Josef Siebenhügel               |      | Siebenhügelstraße 64        | Reinisch-Pirchner          | 1955        | II/P    | 20       |             |
| Klagenfurt Stadt | Klagenfurt | St. Martin              | Don-Bosco-Kirche                    |      | Bischof-Dr.-Köstner-Platz 2 | Bernhard Ottitsch          | unbek.      | I       | 3        |             |
| Klagenfurt Stadt | Klagenfurt | Viktring                | Pfarrkirche Viktring-Stein          |      | Neudorfer Straße 11         | Franz Colarič              | 1889        | I/P     | 11       |             |
| Klagenfurt Stadt | Klagenfurt | Viktring                | ehem. Stiftskirche Maria vom Siege  |      | Stift-Viktring-Straße 25    | unbek./ Pirchner           | 1719        | I/P     | 9        |             |
| Klagenfurt Stadt | Klagenfurt | Wölfnitz                | St. Johannes der Täufer             |      | Römerweg 6                  | Pflüger                    | 2007        | II/P    | 16       |             |
| Klagenfurt Stadt | Klagenfurt | Wölfnitz                | Soldatenkirche St. Jakob d. Ä.      |      | Feldkirchner Straße 280     | Rudolf Novak               | 1990        | II/P    | 14       |             |
| Klagenfurt Stadt | Klagenfurt | Wölfnitz                | Großbuch – St. Lorenz               |      | Höhenbauerweg 2A            | unbek./ Franz Colarič      | unbek./1885 | I/P     | 6        |             |
| Klagenfurt Stadt | Klagenfurt | Wölfnitz                | St. Martin am Ponfeld               |      | Ponfeldstraße 92            | Bernhard Ottitsch          | 1991        | I/P     | 5        |             |
| Klagenfurt Stadt | Klagenfurt | Hörtendorf              | St. Jakob an der Straße             |      | Denkmalgasse 3              | Brüder Zupan/ Rudolf Novak | 1907/ 1956  | I/P     | 7        |             |

## Orgeln im Bezirk Klagenfurt-Land
| Bezirk          | Gemeinde                  | Ort/Katastral- gemeinde | Kirche/ Gebäude                                   | Bild | Standort | Orgelbauer          | Jahr     | Manuale | Register | Bemerkungen            |
| --------------- | ------------------------- | ----------------------- | ------------------------------------------------- | ---- | -------- | ------------------- | -------- | ------- | -------- | ---------------------- |
| Klagenfurt-Land | Ebenthal                  | Gurnitz                 | Pfarrkirche Gurnitz                               |      |          | Johann Kuher        | 1905     | I/P     | 11       | Disposition            |
| Klagenfurt-Land | Ferlach                   | Ferlach                 | Pfarrkirche Ferlach                               |      |          | Rudolf Novak        | ca. 1970 | II/P    | 26       | Disposition            |
| Klagenfurt-Land | Ferlach                   | Kappel an der Drau      | Pfarrkirche Kappel an der Drau                    |      |          | unbekannt           | ca. 1900 | I/P     | 10       | derzeit nicht spielbar |
| Klagenfurt-Land | Köttmannsdorf             | Köttmannsdorf           | Pfarrkirche Köttmannsdorf                         |      |          | Bernhard Ottitsch   | 1997     | II/P    | 18       |                        |
| Klagenfurt-Land | Krumpendorf am Wörthersee | Tultschnig              | Filialkirche Tultschnig                           |      |          | Josef Grafenauer    | 1852     | I/P     | 8        |                        |
| Klagenfurt-Land | Ludmannsdorf              | Ludmannsdorf            | Pfarrkirche Ludmannsdorf                          |      |          | Anton Skrabl        | 2005     | II/P    | 12       |                        |
| Klagenfurt-Land | Maria Rain (Kärnten)      | Maria Rain              | Pfarrkirche Maria Rain                            |      |          | Bernhard Ottitsch   | 1999     | II/P    | 27       |                        |
| Klagenfurt-Land | Maria Saal                | Maria Saal              | Propstei- und Wallfahrtskirche Mariae Himmelfahrt |      | Domplatz | Martin Jäger        | 1737     | II/P    | 18       |                        |
| Klagenfurt-Land | Pörtschach am Wörthersee  | Pörtschach              | Pfarrkirche Pörtschach                            |      |          | Orgelbau Eisenbarth | 2008     | II/P    | 29       |                        |
| Klagenfurt-Land | Schiefling am Wörthersee  | Schiefling              | Pfarrkirche Schiefling am Wörthersee              |      |          | Franz Colaric       |          | I/P     | 6        |                        |

## Orgeln im Bezirk Spittal an der Drau
| Bezirk                     | Gemeinde                     | Ort/Katastral- gemeinde | Kirche/ Gebäude                       | Bild | Standort | Orgelbauer                 | Jahr | Manuale | Register | Bemerkungen |
| -------------------------- | ---------------------------- | ----------------------- | ------------------------------------- | ---- | -------- | -------------------------- | ---- | ------- | -------- | ----------- |
| Bezirk Spittal an der Drau | Bad Kleinkirchheim           | St. Oswald              | Pfarrkirche St. Oswald                |      |          | Jakob Ladstätter           | 1837 | I/P     | 5        |             |
| Bezirk Spittal an der Drau | Bad Kleinkirchheim           | Bad Kleinkirchheim      | Pfarrkirche Bad Kleinkirchheim        |      |          | Albert Mauracher           | 1906 | I/P     | 6        |             |
| Bezirk Spittal an der Drau | Berg im Drautal              | Berg im Drautal         | Pfarrkirche Berg im Drautal           |      |          | Bartlmä Hörbiger           | 1842 | I/P     | 14       |             |
| Bezirk Spittal an der Drau | Flattach                     | Flattach                | Pfarrkirche Flattach                  |      |          | Martin Pflüger             | 2005 | II/P    | 11       |             |
| Bezirk Spittal an der Drau | Gmünd in Kärnten             | Gmünd                   | Pfarrkirche Gmünd in Kärnten          |      |          | Johann Christoph Egedacher | 1713 | I/P     | 10       |             |
| Bezirk Spittal an der Drau | Greifenburg                  | Greifenburg             | Pfarrkirche Greifenburg               |      |          | Bartlmä Hörbiger           | 1854 | I/P     | 10       |             |
| Bezirk Spittal an der Drau | Großkirchheim                | Döllach                 | Schloss Großkirchheim                 |      |          | Rieger Orgelbau            | 1987 | I/P     | 10       |             |
| Bezirk Spittal an der Drau | Großkirchheim                | Mitteldorf              | Maria Dornach (Mitteldorf)            |      |          | unbekannt                  |      | I/P     |          |             |
| Bezirk Spittal an der Drau | Großkirchheim                | Sagritz                 | Pfarrkirche Sagritz                   |      |          | Alois Fuetsch              | 1898 | II/P    | 17       |             |
| Bezirk Spittal an der Drau | Heiligenblut am Großglockner | Heiligenblut/Kärnten    | Pfarrkirche Heiligenblut              |      |          | Alois Fuetsch              | 1908 | II/P    | 11       |             |
| Bezirk Spittal an der Drau | Irschen                      | Irschen                 | Pfarrkirche Irschen                   |      |          | Orgelbau Kögler            | 1998 | II/P    | 19       |             |
| Bezirk Spittal an der Drau | Krems in Kärnten             | Eisentratten            | Evangelische Pfarrkirche Eisentratten |      |          | Jakob Ladstätter           | 1846 | II/P    | 11       |             |
| Bezirk Spittal an der Drau | Krems in Kärnten             | Kremsbrücke             | Pfarrkirche Kremsbrücke               |      |          | Albert Mauracher           | 1903 | I/P     | 6        |             |
| Bezirk Spittal an der Drau | Lendorf (Drautal)            | Lendorf                 | Pfarrkirche St. Peter in Holz         |      |          | Johann Kuher               | 1899 | I/P     | 7        |             |
| Bezirk Spittal an der Drau | Millstatt am See             | Matzelsdorf             | Wallfahrtskirche Maria Schnee         |      |          | Herbert Gollini            | 1983 | II/P    | 11       |             |
| Bezirk Spittal an der Drau | Millstatt am See             | Millstatt               | Stift Millstatt                       |      |          | Marcussen & Søn            | 1977 | III/P   | 29       |             |
| Bezirk Spittal an der Drau | Millstatt am See             | Obermillstatt           | Pfarrkirche Obermillstatt             |      |          | Orgelbau Pirchner          | 1983 | II/P    | 14       |             |
| Bezirk Spittal an der Drau | Seeboden am Millstätter See  | Seeboden                | Pfarrkirche Seeboden                  |      |          | Rudolf Novak               | 1962 | II/P    | 15       |             |

## Orgeln im Bezirk St. Veit an der Glan
| Bezirk                      | Gemeinde             | Ort/Katastral- gemeinde | Kirche/ Gebäude                  | Bild | Standort | Orgelbauer                | Jahr     | Manuale | Register | Bemerkungen |
| --------------------------- | -------------------- | ----------------------- | -------------------------------- | ---- | -------- | ------------------------- | -------- | ------- | -------- | ----------- |
| Bezirk St. Veit an der Glan | Althofen             | Althofen                | Pfarrkirche Althofen             |      |          | Walter Vonbank            | 2011     | II/P    | 18       | Disposition |
| Bezirk St. Veit an der Glan | Deutsch-Griffen      | Deutsch-Griffen         | Pfarrkirche Deutsch-Griffen      |      |          | Bartlmä Hörbiger          | 1856     | I/P     | 8        | Disposition |
| Bezirk St. Veit an der Glan | Eberstein            | Eberstein               | Pfarrkirche Eberstein            |      |          | Bernhard Ottitsch         | 2003     | I/P     | 6        | Disposition |
| Bezirk St. Veit an der Glan | Eberstein            | Mirnig                  | Filialkirche Mirnig              |      |          | unbekannt                 | ca. 1850 | I/P     | 6        |             |
| Bezirk St. Veit an der Glan | Eberstein            | St. Walburgen           | Pfarrkirche St. Walburgen        |      |          | unbekannt                 | ca. 1830 | I/P     | 7        |             |
| Bezirk St. Veit an der Glan | Frauenstein          | Obermühlbach            | Pfarrkirche Obermühlbach         |      |          | Gebrüder Krenn            | 1972     | I/P     | 6        |             |
| Bezirk St. Veit an der Glan | Friesach             | Friesach                | Pfarrkirche Friesach             |      |          | Orgelbau Eisenbarth       | 2000     | III/P   | 43       |             |
| Bezirk St. Veit an der Glan | Friesach             | Friesach                | Deutschordenskirche Friesach     |      |          | Orgelbau M. Walcker-Mayer | 1978     | I/P     | 5        |             |
| Bezirk St. Veit an der Glan | Friesach             | Friesach                | Dominikanerkirche                |      |          | Albert Mauracher          | 1890     | II/P    | 17       |             |
| Bezirk St. Veit an der Glan | Friesach             | Zeltschach              | Pfarrkirche Zeltschach           |      |          | Rudolf Novak              | 1981     | I/P     | 7        |             |
| Bezirk St. Veit an der Glan | Glödnitz             | Glödnitz                | Pfarrkirche Glödnitz             |      |          | Franz Colaric             | 1897     | I/P     | 5        |             |
| Bezirk St. Veit an der Glan | St. Veit an der Glan | St. Veit an der Glan    | Pfarrkirche St. Veit an der Glan |      |          | Rudolf Novak              | 1977     | II/P    | 25       |             |

## Orgeln in Villach-Stadt
| Bezirk  | Gemeinde | Ort/Katastral- gemeinde | Kirche/ Gebäude                            | Bild | Standort | Orgelbauer        | Jahr      | Manuale | Register | Bemerkungen      |
| ------- | -------- | ----------------------- | ------------------------------------------ | ---- | -------- | ----------------- | --------- | ------- | -------- | ---------------- |
| Villach | Villach  | Auen (Villach)          | Pfarrkirche St. Josef (Villach)            |      |          | Rudolf Novak      | 1987      | II/P    | 14       |                  |
| Villach | Villach  | Drobolach               | Pfarrkirche St. Niklas an der Drau         |      |          | Josef Grafenauer  | nach 1862 | I/P     | 6        |                  |
| Villach | Villach  | Landskron (Villach)     | Evangelische Kirche St. Ruprecht (Villach) |      |          |                   |           |         |          |                  |
| Villach | Villach  | Landskron (Villach)     | Pfarrkirche Maria Landskron                |      |          | Rudolf Novak      |           | II/P    |          |                  |
| Villach | Villach  | Lind (Villach)          | Auferstehungskirche (Villach)              |      |          | Francesco Zanin   | 2002      | II/P    |          |                  |
| Villach | Villach  | Maria Gail              | Wallfahrtskirche Maria Gail                |      |          | Rudolf Novak      | 1984      | II/P    | 13       |                  |
| Villach | Villach  | Villach                 | Pfarrkirche Heiligengeist (Villach)        |      |          | Alois Hörbiger    | 1840      | I/P     |          |                  |
| Villach | Villach  | Villach                 | Heiligenkreuzkirche Villach                |      |          | Josef Grafenauer  | 1865      | II/P    | 17       |                  |
| Villach | Villach  | Villach                 | Kirche im Stadtpark (Villach)              |      |          | Orgelmakerij Reil | 1994      | II/P    | 18       |                  |
| Villach | Villach  | Villach                 | St. Jakob (Villach)                        |      |          | Georg Jann        | 1992      | III/P   | 43       | Gehäuse aus 1645 |
| Villach | Villach  | Villach                 | Pfarrkirche St. Leonhard (Villach)         |      |          | Max Dreher        |           | II/P    | 14       |                  |
| Villach | Villach  | Villach                 | St. Martin (Villach)                       |      |          | Christian Erler   | 1999      | II/P    | 22       |                  |
| Villach | Villach  | Villach                 | St. Nikolai (Villach, Fanziskanerkloster)  |      |          | Orgelbau Pirchner | 1992      | II/P    | 25       |                  |

## Orgeln im Bezirk Villach-Land
| Bezirk              | Gemeinde                  | Ort/Katastral- gemeinde | Kirche/ Gebäude                      | Bild | Standort | Orgelbauer            | Jahr          | Manuale | Register | Bemerkungen |
| ------------------- | ------------------------- | ----------------------- | ------------------------------------ | ---- | -------- | --------------------- | ------------- | ------- | -------- | ----------- |
| Bezirk Villach-Land | Arnoldstein               | Arnoldstein             | Pfarrkirche Arnoldstein              |      |          | Anton Skrabl          | 2019          | II/P    | 10       |             |
| Bezirk Villach-Land | Arnoldstein               | Thörl-Maglern           | Pfarrkirche Thörl-Maglern            |      |          | Josef Grafenauer      | 1896          | I/P     | 8        |             |
| Bezirk Villach-Land | Arriach                   | Arriach                 | Pfarrkirche Arriach                  |      |          | Bartholomäus Hörbiger | 1844          | I/P     | 7        |             |
| Bezirk Villach-Land | Arriach                   | Arriach                 | Vier-Evangelisten-Kirche             |      |          | Karl Neusser          | 1907          | II/P    | 15       | Disposition |
| Bezirk Villach-Land | Arriach                   | Innerteuchen            | Klösterle (Innerteuchen)             |      |          | unbekannt             | 1680–1720     | I       | 4        | Truhenorgel |
| Bezirk Villach-Land | Bad Bleiberg              | Kreuth                  | St. Heinrich (Bleiberg-Kreuth)       |      |          | Josef Grafenauer      | 1872          | I/P     | 9        | Disposition |
| Bezirk Villach-Land | Feld am See               | Feld am See             | Evangelische Pfarrkirche Feld am See |      |          | Rudolf Novak          | 1955          | I/P     | 9        | Disposition |
| Bezirk Villach-Land | Feistritz an der Gail     | Feistritz               | Pfarrkirche Feistritz an der Gail    |      |          | Josef Grafenauer      | 1890          | I/P     | 8        | Disposition |
| Bezirk Villach-Land | Finkenstein am Faaker See | Petschnitzen            | Pfarrkirche Petschnitzen             |      |          | Franz Grafenauer      | 1904          | I/P     | 7        | Disposition |
| Bezirk Villach-Land | Fresach                   | Fresach                 | Evangelische Kirche Fresach          |      |          | Franz Grafenauer      | 1904          | I/P     | 7        | Disposition |
| Bezirk Villach-Land | Fresach                   | Fresach                 | Pfarrkirche Fresach                  |      |          | Georg Lackner         | zw. 1835-1845 | I/P     | 8        | Disposition |
| Bezirk Villach-Land | Nötsch im Gailtal         | Saak                    | Pfarrkirche Saak                     |      |          | Josef Grafenauer      | 1876          | I/P     | 9        | Disposition |
| Bezirk Villach-Land | Nötsch im Gailtal         | St. Georgen im Gailtal  | Pfarrkirche St. Georgen im Gailtal   |      |          | Anton Skrabl          | 2009          | I/P     | 9        |             |
| Bezirk Villach-Land | Paternion                 | Feistritz an der Drau   | Pfarrkirche Feistritz an der Drau    |      |          | Martin Pflüger        | 2010          | II/P    | 13       |             |
| Bezirk Villach-Land | St. Jakob im Rosental     | Maria Elend             | Wallfahrtskirche Maria Elend         |      |          | Rudolf Novak          | 1990          | II/P    | 17       | Disposition |
| Bezirk Villach-Land | Stockenboi                | Zlan                    | Pfarrkirche Zlan                     |      |          | Jakob Ladstätter      | 1865          | III/P   | 27       | Disposition |

## Orgeln im Bezirk Völkermarkt
| Bezirk             | Gemeinde              | Ort/Katastral- gemeinde | Kirche/ Gebäude                          | Bild | Standort | Orgelbauer         | Jahr     | Manuale | Register | Bemerkungen |
| ------------------ | --------------------- | ----------------------- | ---------------------------------------- | ---- | -------- | ------------------ | -------- | ------- | -------- | ----------- |
| Bezirk Völkermarkt | Bleiburg              | Aich                    | Filialkirche St. Luzia (Bleiburg)        |      |          | unbekannt          |          | I/P     | 6        | Disposition |
| Bezirk Völkermarkt | Bleiburg              | Rinkenberg              | Pfarrkirche Rinkenberg                   |      |          | Franz Grafenauer   | 1906     | I/P     | 6        |             |
| Bezirk Völkermarkt | Diex                  | Diex                    | Pfarrkirche Diex                         |      |          | unbekannt          |          | II/P    | 14       | Disposition |
| Bezirk Völkermarkt | Diex                  | Grafenbach              | Pfarrkirche Grafenbach                   |      |          | Rieger Orgelbau    | 1986     | II/P    | 14       |             |
| Bezirk Völkermarkt | Eberndorf             | Eberndorf               | Stift Eberndorf                          |      |          |                    |          | II/P    |          |             |
| Bezirk Völkermarkt | Eisenkappel-Vellach   | Bad Eisenkappel         | Pfarrkirche Eisenkappel                  |      |          | Rudolf Novak       | 1972     | II/P    | 11       |             |
| Bezirk Völkermarkt | Eisenkappel-Vellach   | Eisenkappel             | Maria Dorn (Eisenkappel)                 |      |          | unbekannt          | 1652     | I/P     | 8        |             |
| Bezirk Völkermarkt | Feistritz ob Bleiburg | St. Michael ob Bleiburg | Pfarrkirche St. Michael ob Bleiburg      |      |          |                    |          |         |          |             |
| Bezirk Völkermarkt | Gallizien             | Gallizien               | Pfarrkirche Gallizien                    |      |          |                    |          |         |          |             |
| Bezirk Völkermarkt | Globasnitz            | Wackendorf              | Filialkirche Wackendorf                  |      |          | Anton Skrabl       | 2005     | II/P    | 8        |             |
| Bezirk Völkermarkt | Griffen               | Pustritz                | Pfarrkirche Pustritz                     |      |          | Matthäus Mauracher | 1913     | I/P     | 10       |             |
| Bezirk Völkermarkt | Griffen               | Wölfnitz                | Filialkirche St. Leonhard an der Saualpe |      |          | Carl Billich       | 1861     | I/P     | 9        |             |
| Bezirk Völkermarkt | Neuhaus (Kärnten)     | Neuhaus                 | Pfarrkirche Neuhaus (Kärnten)            |      |          |                    |          | I/P     |          |             |
| Bezirk Völkermarkt | Neuhaus (Kärnten)     | Schwabegg               | Pfarrkirche Schwabegg                    |      |          |                    |          | I/P     |          |             |
| Bezirk Völkermarkt | Ruden (Kärnten)       | Ruden                   | Pfarrkirche Ruden                        |      |          |                    |          |         |          |             |
| Bezirk Völkermarkt | Ruden (Kärnten)       | Gorentschach            | Pfarrkirche Gorentschach                 |      |          |                    |          |         |          |             |
| Bezirk Völkermarkt | Völkermarkt           | Neudenstein             | Filialkirche St. Ulrich                  |      |          | Elias Pratzer      | ca. 1760 | I/P     | 9        |             |
| Bezirk Völkermarkt | Völkermarkt           | Völkermarkt             | Pfarrkirche Völkermarkt                  |      |          | Francesco Zanin    | 1998     | III/P   | 36       |             |

## Orgeln im Bezirk Wolfsberg
| Bezirk           | Gemeinde                   | Ort/Katastral- gemeinde      | Kirche/ Gebäude                          | Bild | Standort | Orgelbauer          | Jahr | Manuale | Register | Bemerkungen |
| ---------------- | -------------------------- | ---------------------------- | ---------------------------------------- | ---- | -------- | ------------------- | ---- | ------- | -------- | ----------- |
| Bezirk Wolfsberg | Frantschach-Sankt Gertraud | St. Gertraud                 | St. Nikolaus                             |      |          |                     |      | I/P     |          |             |
| Bezirk Wolfsberg | Frantschach-Sankt Gertraud | St. Gertraud                 | Pfarrkirche St. Gertraud im Lavanttal    |      |          | Anton Skrabl        | 2009 | II/P    | 18       |             |
| Bezirk Wolfsberg | Lavamünd                   | Pfarrdorf                    | Pfarrkirche Lavamünd                     |      |          | Anton Skrabl        | 2008 | II/P    | 18       |             |
| Bezirk Wolfsberg | Reichenfels                | Reichenfels                  | Pfarrkirche Reichenfels                  |      |          |                     |      |         |          |             |
| Bezirk Wolfsberg | Sankt Andrä (Kärnten)      | St. Ulrich an der Goding     | Pfarrkirche St. Ulrich an der Goding     |      |          | Martin Hechenberger | 1885 | I/P     | 9        |             |
| Bezirk Wolfsberg | Sankt Andrä (Kärnten)      | St. Andrä                    | Pfarrkirche St. Andrä im Lavanttal       |      |          | Matthäus Mauracher  | 1902 | II/P    | 23       |             |
| Bezirk Wolfsberg | St. Georgen im Lavanttal   | St. Georgen                  | Pfarrkirche St. Georgen im Lavanttal     |      |          |                     |      | I/P     |          |             |
| Bezirk Wolfsberg | Sankt Paul im Lavanttal    | St. Paul                     | Stift St. Paul im Lavanttal              |      |          | Wilhelm Zika        | 1966 | III/P   | 37       |             |
| Bezirk Wolfsberg | Wolfsberg (Kärnten)        | Wolfsberg                    | Pfarrkirche Wolfsberg (Kärnten)          |      |          | Martin Hechenberger | 1898 | II/P    | 23       |             |
| Bezirk Wolfsberg | Wolfsberg (Kärnten)        | Forst                        | Pfarrkirche Forst                        |      |          |                     |      | I/P     |          |             |
| Bezirk Wolfsberg | Wolfsberg (Kärnten)        | Prebl                        | Pfarrkirche Prebl                        |      |          |                     |      | I/P     |          |             |
| Bezirk Wolfsberg | Wolfsberg (Kärnten)        | St. Michael bei Wolfsberg    | Pfarrkirche St. Michael bei Wolfsberg    |      |          |                     |      | I/P     |          |             |
| Bezirk Wolfsberg | Wolfsberg (Kärnten)        | St. Marein im Lavanttal      | Pfarrkirche St. Marein im Lavanttal      |      |          |                     |      | I/P     |          |             |
| Bezirk Wolfsberg | Wolfsberg (Kärnten)        | St. Margarethen im Lavanttal | Pfarrkirche St. Margarethen im Lavanttal |      |          |                     |      | I/P     |          |             |
| Bezirk Wolfsberg | Wolfsberg (Kärnten)        | Theißenegg                   | Pfarrkirche Theißenegg                   |      |          |                     |      | I/P     |          |             |